# Hochschule für Künste im Sozialen Ottersberg
Die Hochschule für Künste im Sozialen, Ottersberg ist eine private Hochschule in Niedersachsen mit rund 465 Studierenden (Stand: Oktober 2013).

## Geschichte
Die HKS Ottersberg wurde 1967 als Freie Kunst-Studienstätte gegründet. Im Jahr 1984 wurde sie staatlich anerkannt.
Träger der Hochschule ist eine gemeinnützige GmbH, deren Gesellschafter vor allem Praxiseinrichtungen sind, in welchen Studierende und Absolventen tätig sind. Die HKS Ottersberg ist europaweit eine der größten Ausbildungsstätten für Kunsttherapeuten.
Die vier angebotenen Bachelor-Studiengänge sind: „Kunst im Sozialen. Kunsttherapie“, „Tanz und Theater im Sozialen. Tanzpädagogik / Theaterpädagogik“, „Soziale Arbeit“ und „Freie Bildende Kunst“. Es wird der Bachelor-Abschluss erworben.
Das Studium dauert zehn bis zwölf Trimester. Seit 2011 wird in einem einjährigen Studium ein weiterführender Master-Abschluss „Kunst und Theater im Sozialen“ (M.A./M.F.A.) angeboten. Er ist projektorientiert konzipiert und zielt auf eine künstlerisch-wissenschaftliche Spezialisierung in ausgewählten Praxisfeldern. Dazu kommt seit 2019 der weiterbildende Masterstudiengang „Artful Leadership“, der auf die weitere Qualifikation von Führungskräften zielt.
Die Absolventen und Absolventinnen arbeiten in unterschiedlichsten sozialen Milieus, in Kliniken und medizinischen Nachsorgeeinrichtungen, in der Jugend-, Behinderten- und Altenhilfe, in heilpädagogischen Institutionen, in der Suchtkranken- und Straffälligenhilfe, in Bildungsstätten, Schulen, in soziokulturellen Projekten, in Theatern und als freie Künstler und Kunsttherapeuten.

## Studiengänge
An der Hochschule für Künste im Sozialen, Ottersberg werden derzeit vier Studiengänge angeboten: „Kunst im Sozialen. Kunsttherapie“, „Tanz und Theater im Sozialen, Tanz- und Theaterpädagogik“, „Soziale Arbeit“ und „Freie Bildende Kunst“. Die zuvor mit dem Diplom abschließenden Studiengänge wurden aufgrund des Bologna-Prozesses am 1. September 2007 auf das Bachelorsystem umgestellt. Seit Herbst 2011 wird der Masterstudiengang „Kunst und Theater im Sozialen“ angeboten.
- Kunst im Sozialen, Kunsttherapie (KS)
Dauer: 4 Jahre (8 Semester). Das Studium schließt mit dem Bachelor of Arts ab.
- Tanz und Theater im Sozialen. Theaterpädagogik und Tanzpädagogik (TS)
Dauer: 7 Semester. Das Studium schließt ebenfalls mit dem Bachelor of Arts ab.
- Freie Bildende Kunst (FK)
Dauer: 4 Jahre (8 Semester). Das Studium schließt mit dem Bachelor of Fine Arts ab.
- Soziale Arbeit (SoA)
Dauer: 7 Semester. Das Studium schließt mit dem Bachelor of Arts ab. Der Bachelorstudiengang Soziale Arbeit an der HKS Ottersberg verbindet den staatlich anerkannten Abschluss mit dem Angebot einer künstlerisch basierten Persönlichkeitsbildung.
- Kunst und Theater im Sozialen (M.A./M.F.A.)
Dauer: 1 Jahr, berufsbegleitend 2 Jahre. Abschlüsse sind der Master of Arts (Schwerpunkt Kunsttherapie oder Kunstpädagogik) oder der Master of Fine Arts.

Inklusiv studieren: Die HKS Ottersberg kooperiert mit dem Verband EUCREA im Rahmen des Programms ARTplus. Damit ist die HKS Ottersberg bundesweit eine der ersten Hochschulen, die Menschen mit Lernschwierigkeiten ein reguläres Studium ermöglichen.

## Weiterbildung
Die HKS bietet seit 2005 in Kooperation mit dem Gemeinschaftskrankenhaus Herdecke eine einjährige Weiterbildung „klinisch anthroposophische Kunsttherapie“ an.
Zusatzqualifikation künstlerische Studienassistenz.

## Institute
Das Institut für Kunsttherapie und Forschung / Kunst und Theater im Sozialen konzipiert praxisorientierte Forschungsvorhaben, führt sie durch oder begleitet sie.